# Савченко, Николай Аникеевич
Николай Аникеевич Савченко (укр. Микола Оникійович Савченко; 19 декабря 1903, Корсунь (ныне г. Корсунь-Шевченковский Черкасской области Украины) — 16 марта 1985, Луганск) — украинский советский селекционер, профессор (1964), доктор сельскохозяйственных наук (1964). Заслуженный деятель науки Украинской ССР (с 1968).

## Биография
В 1927 окончил Масловский институт селекции и семеноводства им. К. А. Тимирязева в Киевской области. В 1927—1930 работал aгpoномом Млиевской опытной станции садоводства им. Л. П. Симиренко (Черкасская область).
В 1930—1980 — работал в Ворошиловградском сельскохозяйственном институте.
В 1930—1975 — ассистент-селекционер, заведующий кафедрой селекции и растениеводства Ворошиловградского сельскохозяйственного института.
С 1976 — там же профессор, консультант.
С 1980 — на пенсии.

## Научная деятельность
Исследования в области селекции овощных культур, автор новых сортов помидоров — Эрлиана, Чудо рынка; капусты — Завадовская; лука — Луганский и соавтор сорта кормового гороха Ворошиловградский-29.
За 50 лет работы в сельхозинституте вывел ряд новых и улучшенных сортов овощных культур, ставших популярными в СССР и за рубежом.
Опубликовал более 70 научных работ. Стал основоположником школы селекционно-генетических исследований Луганского института.
Награждён орденом Ленина, другими орденами и медалями СССР.